# Kruptus linnaei
Kruptus linnaei is een vlokreeftensoort uit de familie van de Paramelitidae. De wetenschappelijke naam van de soort is voor het eerst geldig gepubliceerd in 2008 door Finston, Johnson & Knott.